# Латвийско-узбекистанские отношения
Латвийско-узбекистанские отношения — двусторонние дипломатические отношения между Латвией и Узбекистаном. У Латвии есть посольство в Ташкенте, которое также аккредитовано в Таджикистане и Туркменистане, и в котором Эстония выдаёт визы гражданам Узбекистана, а у Узбекистана есть посольство в Риге, которое также аккредитовано в Литве. Обе страны являются полноправными членами Организации по безопасности и сотрудничеству в Европе (ОБСЕ).

## История
Дипломатические отношения между двумя странами были установлены в октябре 1992 года. Обе страны были советскими социалистическими республиками СССР с 1940 по 1991 год.
Посольство Латвии в Ташкенте было открыто в ноябре 1992 года, а посольство Узбекистана в Риге — в июне 1995 года. С назначением посла Латвии в Узбекистане в ноябре 1994 года и посла Узбекистана в Латвии в августе 2002 года двусторонние отношения стран вышли на новый уровень.
Узбекистан является одним из основных партнёров Латвии по сотрудничеству в Центральной Азии. Наряду с развитием двусторонних отношений, Латвия, как страна-участница Европейского союза (ЕС), поддерживает тесные отношения ЕС со странами Центральной Азии, в том числе реализацию Стратегии ЕС для Центральной Азии.
Традиционно Латвия и Узбекистан сохраняют хорошие политические и экономические отношения. Диалог между странами в последние годы неуклонно развивается, регулярно происходит обмен визитами на высоком уровне и проходят политические консультации министерств иностранных дел, а также заседания межправительственных комиссий по экономическим вопросам.

## Визиты и встречи

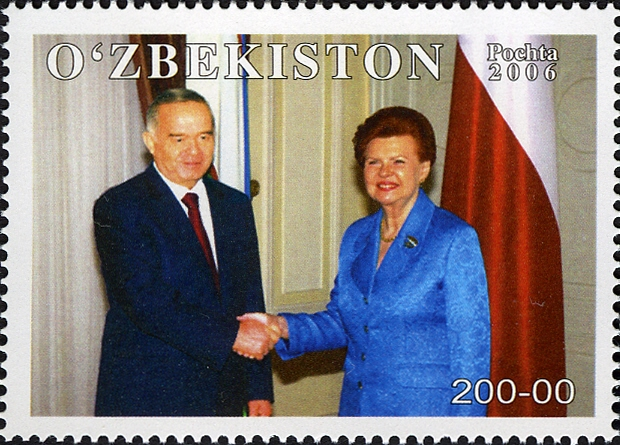
Марка встречи президента Узбекистана Ислама Каримова и президента Латвии Вайры Вике-Фрейберга

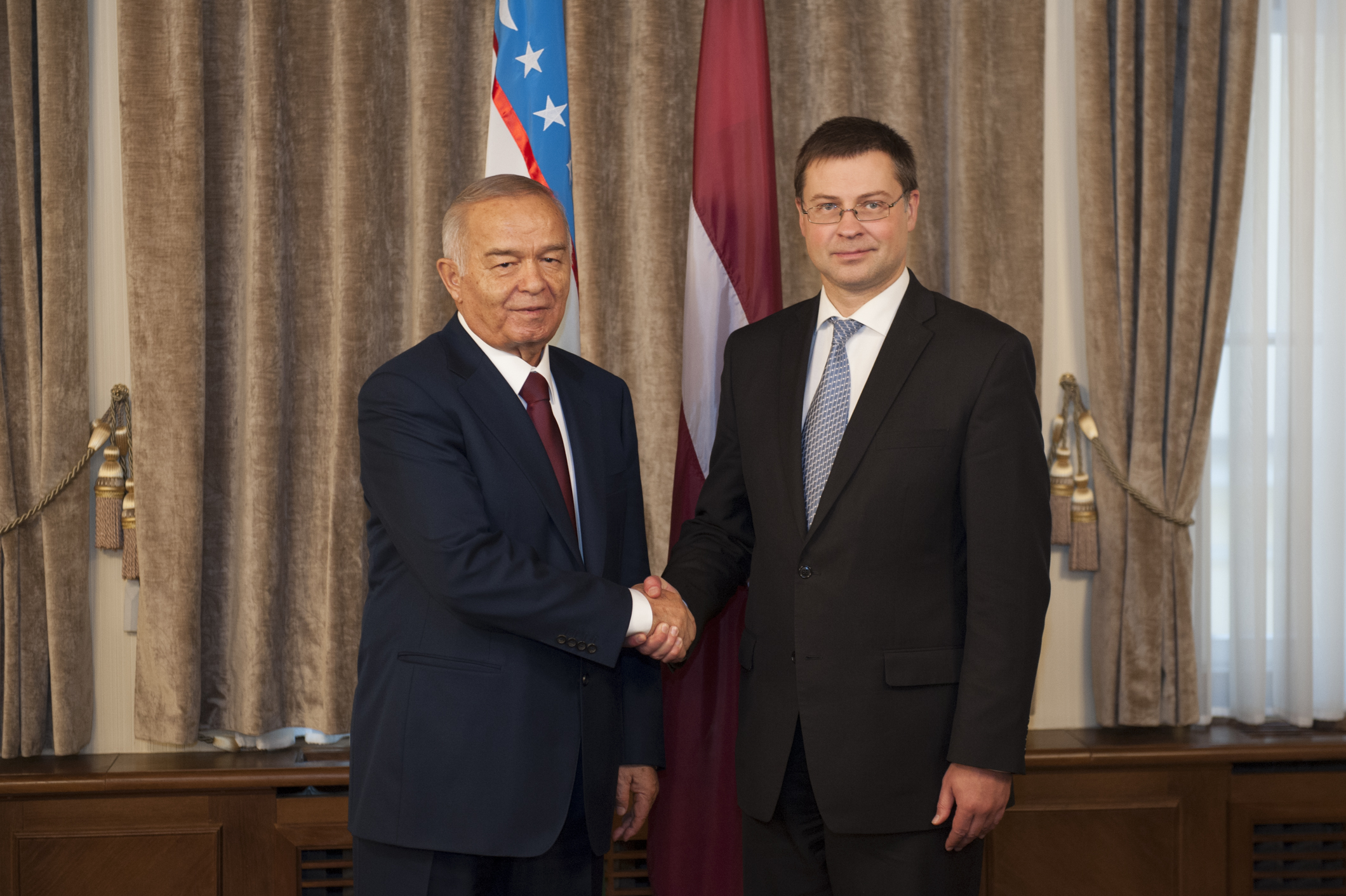
Встреча президента Узбекистана Ислама Каримова с президентом министров Латвии Валдисом Домбровскисом. Рига, 17 октября 2013 года

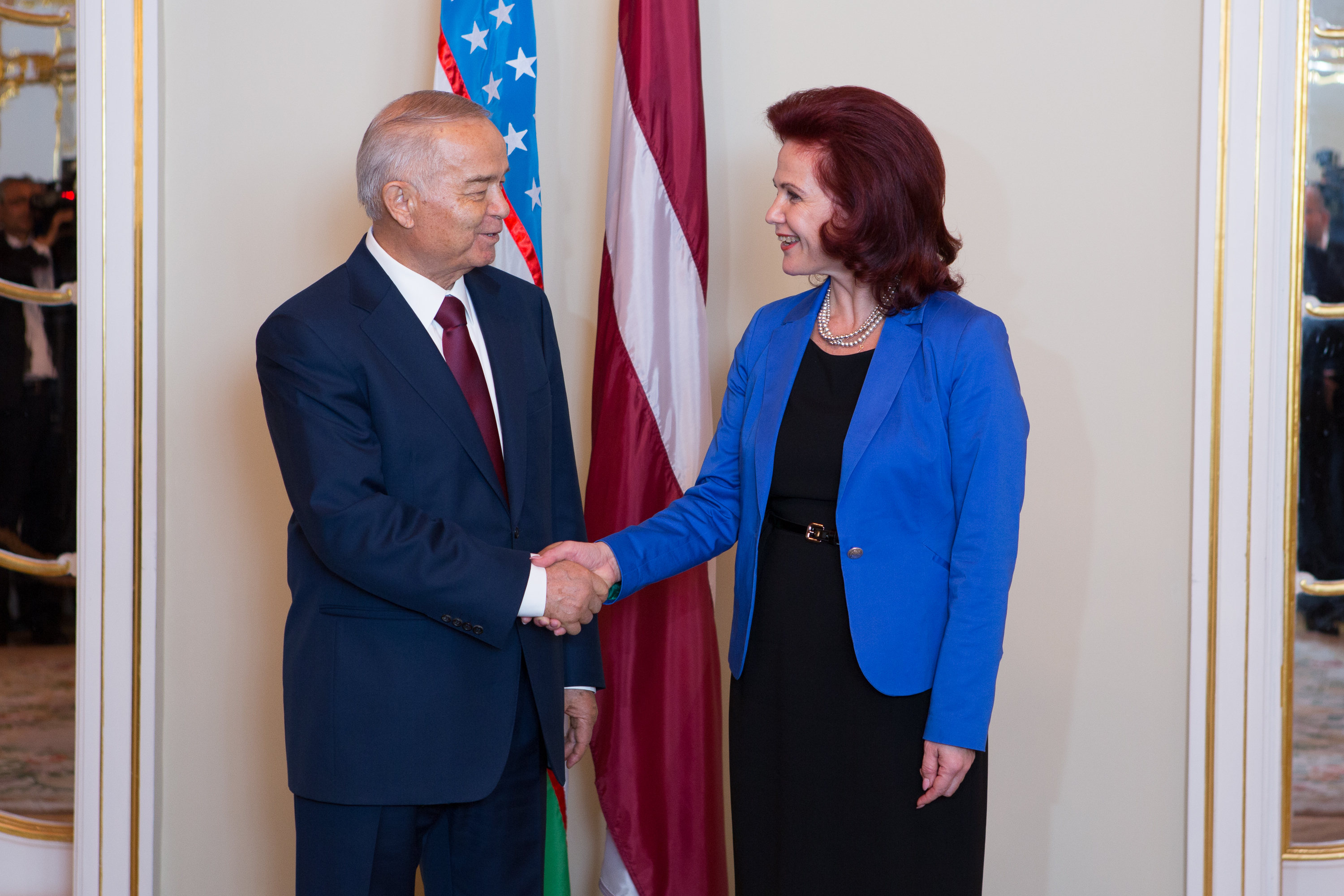
Встреча президента Узбекистана Ислама Каримова с председателем Сейма Латвии Солвитой Аболтиня. Рига, 17 октября 2013 года

- 6—7 июня 1995. Визит президента Узбекистана Ислама Каримова в Латвию.
- 22—25 мая 1996. Визит президента Латвии Гунтиса Улманиса в Узбекистан.
- 26—28 ноября 1996. Официальный визит председателя Олий Мажлиса Е. Халилова в Латвию.
- 11—12 апреля 1997. Официальный визит министра иностранных дел Латвии Валдиса Биркавса в Узбекистан.
- 1—4 декабря 1997. Официальный визит председателя Сейма Латвии Альфреда Чепаниса в Узбекистан.
- 2—3 июля 1998. Официальный визит министра иностранных дел Узбекистана Абдулазиза Камилова в Латвию.
- 16—19 июля 2002. Официальный визит министра иностранных дел Латвии Индулиса Берзиньша в Узбекистан.
- 11—14 сентября 2002. Визит министра внутренних дел Латвии Марека Сеглиньша в Узбекистан.
- 27—28 февраля 2004. Официальный визит министра иностранных дел Узбекистана Садыка Сафоева в Латвию.
- 7—8 апреля 2004. Государственный визит президента Узбекистана Ислама Каримова в Латвию[4].
- 5—7 октября 2008. Государственный визит президента Латвии Валдиса Затлерса в Узбекистан[5].
- 24—26 февраля 2010. Рабочий визит заместителя министра иностранных дел Узбекистана Р. Тухтабаева в Латвию.
- 6—8 июля 2010. Визит министра иностранных дел Латвии Айвиса Рониса в Узбекистан.
- 29—31 июля 2010. Визит мэра Риги Нила Ушакова в Узбекистан.
- 27—29 июня 2011. Визит делегации группы депутатов Сейма по сотрудничеству с парламентом Узбекистана под руководством председателя группы А. Саковскиса.
- 30 июня — 1 июля 2011. Визит омбудсмена Латвии Юриса Янсона в Узбекистан.
- 25—26 ноября 2011. Визит министра здравоохранения Латвии Ингриды Цирцене в Узбекистан.
- 20—22 февраля 2012. Визит министра обороны Латвии Артиса Пабрикса и министра сообщений Латвии Айвиса Рониса в Узбекистан.
- 2—4 апреля 2012. Визит делегации парламента Узбекистана под руководством заместителя председателя Законодательной палаты парламента Бориса Айханова.
- 25 сентября 2012. Визит товарища председателя Сейма Андрея Клементьева в Узбекистан.
- 16—17 мая 2013. Визит министра иностранных дел Эдгара Ринкевича в Узбекистан.
- 16—17 октября 2013. Официальный визит президента Узбекистана Ислама Каримова в Латвию.
- 27—29 мая 2013. Государственный визит президента Латвии Андриса Берзиньша в Узбекистан[6].
- 7—12 октября 2014. Визит делегации Комиссии Сейма по иностранным делам в Узбекистан под руководством председателя Комиссии Оярса Эрикса Калниньша.
- 8—10 июня 2015. Рабочий визит министра культуры Латвии Даце Мелбарде в Узбекистан.
- 19—23 октября 2015. Рабочий визит министра охраны окружающей среды и регионального развития Латвии Каспарса Герхардса в Узбекистан.
- 27—30 марта 2017. Рабочий визит министра земледелия Латвии Яниса Дуклавса в Узбекистан.
- 15—18 мая 2017. Официальный визит председателя Сената Узбекистана Нигматиллы Йулдошева в Латвию.
- 28—30 августа 2017. Визит министра внешних экономических связей Узбекистана Элёр Ганиева в Латвию.
- 23—24 октября 2017. Рабочий визит министра охраны окружающей среды и регионального развития Латвии Каспарса Герхардса в Узбекистан[3].

## Экономическое сотрудничество
Латвийская сторона считает, что географическое расположение и хозяйственный потенциал обеих стран позволяют уделять особое внимание расширению экономического сотрудничества. Латвия высоко оценивает планы Узбекистана по реформе нового политического руководства, направленные на улучшение деловой и инвестиционной среды в стране — их реализация может дать новый импульс для развития сотрудничества. Для Латвии Узбекистан остаётся одной из приоритетных государств-партнёров в политике сотрудничества в целях развития.
Латвия заинтересована в том, чтобы Узбекистан шире использовал её предлагаемые возможности в области логистики и распределения для экспорта узбекских товаров в Европу. Узбекистан играет важную роль в эксплуатации региональных транспортных маршрутов. Согласно оценке МИД Латвии, новые инициативы в области транспорта и транзита помогут стимулировать экономическую интеграцию, которая является важным фактором укрепления безопасности, стабильности и развития экономики в регионе.
Прямое авиасообщение между столицами Латвии и Узбекистана имеет большое значение для развития деловых контактов и туризма — с 2004 года выполняется межконтинентальный рейс Ташкент — Рига — Нью-Йорк.
В круг интересов латвийских предпринимателей при сотрудничестве с Узбекистаном также попадают фармацевтическая промышленность, сельское хозяйство, переработка пищевых продуктов, информационные технологии, переработка отходов, зелёные технологии, туризм и другие отрасли.

#### Межправительственная комиссия
В 1998 года была создана и постоянно работает Латвийско-узбекская межправительственная комиссия по вопросам экономического, промышленного и научного-технического сотрудничества, в компетенцию которой на уровне специалистов входит рассмотрение и предложение решений актуальных вопросов двусторонних отношений.
30 августа 2017 года в Риге состоялось 7-е заседание комиссии. В ходе заседания такие отрасли, как транспорт и транзит, туризм, образование, зелёные технологии, сельское хозяйство, лёгкая промышленность и ИКТ, были определены как приоритетные для дальнейшего развития сотрудничества.
Между двумя странами существует хорошая правовая база для регулирования экономического сотрудничества.
| Год       | Экспорт    | Импорт    |
| --------- | ---------- | --------- |
| 2010      | 12 125 435 | 6 750 103 |
| 2011      | 11 896 987 | 7 015 144 |
| 2012      | 18 771 668 | 6 583 567 |
| 2013      | 37 842 485 | 9 209 927 |
| 2014      | 49 808 198 | 8 972 131 |
| 2015      | 56 302 791 | 9 154 035 |
| 2016 (Q2) | 49 825 327 | 4 772 894 |
| 2017 (Q2) | 40 206 801 | 3 017 886 |

### Торговля
По объёму товарооборота в размере 43,23 млн евро (0,36 % от общего объёма торгового оборота Латвии) Узбекистан занял 32-е место среди внешнеторговых партнёров Латвии в первой половине 2017 года.
Латвия поддерживает положительный торговый баланс с Узбекистаном в размере 37,19 млн евро. По сравнению с первым полугодием 2016 года общий товарооборот снизился на 20,83 % или 11,37 млн евро. Объём латвийского экспорта в Узбекистан в первом полугодии 2017 года составил 40,21 млн евро, что на 19,30 % или 9,62 млн евро меньше, чем в первом полугодии 2016 года.
Объём импорта из Узбекистана в первом полугодии 2017 года составил 3,02 млн евро. По сравнению с первым полугодием 2016 года это на 36,77 % или 1,76 млн евро меньше.
Основными товарами латвийского экспорта в Узбекистан являются продукция химической промышленности и смежных отраслей (61,40 %); машины и механизмы, электрооборудование (22,47 %); а также пластмассы и пластмассовые изделия (17,81 %); каучук и резинотехнические изделия (4,34 %).
Основные товары импорта из Узбекистана — продукты растительного происхождения (50,09 %), текстиль и текстильные изделия (25,19 %), металлы и металлические изделия (19,58 %) и минеральные продукты (5,05 %).

### Инвестиции
По данным Банка Латвии, на конец первого квартала 2017 года остатки узбекских прямых инвестиций в Латвии составили 31 млн евро. Остатки прямых инвестиций Латвии, зарегистрированных в Узбекистане, составили 2 млн евро.
По данным Lursoft, в августе 2017 года в Латвийском регистре предприятий было зарегистрировано 368 совместных латвийско-узбекских предприятий. Узбекские инвестиции в основной капитал латвийских компаний достигли 8,32 млн евро. Узбекистан занимает 35-е место по объёму инвестиций в основной капитал латвийских компаний. Наиболее крупными инвесторами были частные лица.

## Сотрудничество в области образования
Высшие учебные заведения Латвии предлагают студентам из Узбекистана возможность получить образование на уровне ЕС. Узбекистан находится на втором месте (после Германии) по количеству иностранных студентов, обучающихся в вузах Латвии. Согласно оценке МИД Латвии, В 2016—2017 учебном году в Латвии обучалось более 1000 студентов из Узбекистана. Узбекским студентам интересно изучать такие специальности, предлагаемые латвийскими вузами, как банковское и финансовое дело, технические науки, медицина, авиация и прочее.